# Victor Beigel
Victor Beigel (* 19. Mai 1870 in London; † 7. November 1930 in Elstead) war ein englischer Pianist und Gesangspädagoge ungarischer Abstammung.
Beigel war ein international angesehener Gesangspädagoge. Freundschaften verbanden ihn u. a. mit dem Maler John Singer Sargent, der Innenarchitektin Sybil Colefax und den Komponisten John Ireland und Percy Grainger, dessen Chorproben er jahrelang am Klavier begleitete. Freundschaftlich verbunden war er auch seinem Schüler  Gervase Elwes, nach dessen Tod 1921 er den Gervase Elwes Memorial Fund (später Musicians Benevolent Fund) zur Unterstützung junger Musiker gründete. Zu seinen Schülern zählten auch Lauritz Melchior, Anita Patti Brown, John Goss und Monica Harrison. Während des Ersten Weltkrieges gab und organisierte er Benefizkonzerte zur Unterstützung des Wounded Soldiers’ Concert Fund.